# 越野滑雪世界盃

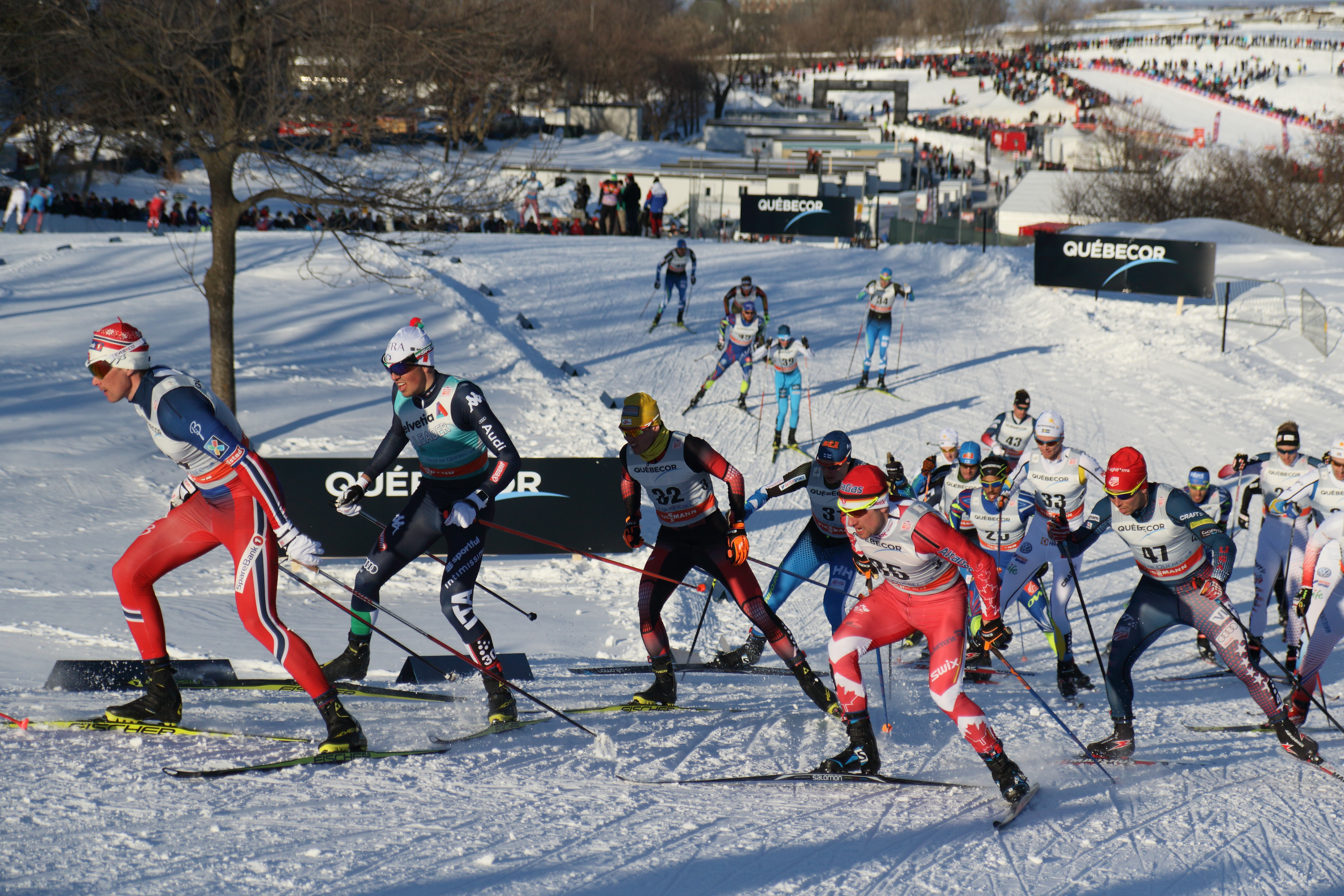
2016-17年度加拿大魁北克世界盃

越野滑雪世界杯是越野滑雪的一项年度比赛，由国际滑雪联合会(FIS)从1981年开始安排运作的。这项比赛在1973年到1981年间非正式运作过，尽管1977年4月29–30日在阿根廷圣卡洛斯-德巴里洛切举办的第31届国际滑雪联合会理事会临时承认过这项比赛。
1982年1月9日在西德赖特伊姆温克尔和东德克林根塔尔举办的第一届世界杯比赛（1981-1982国际滑雪联合会越野滑雪世界杯）。美国的Bill Koch和挪威的贝丽特·奥恩利分别获得了第一赛季的总分冠军。

## 规则
运动员们试图在整个赛季得到更多的分数。比赛分为两个类别：长距离和短距离。目前长距离比赛包括：男子组有15公里、30公里、混合两项赛和50公里；女子组有10公里、15公里、混合两项赛(Skiathlon)和30公里。比赛的进行方式分为：个人计时赛或者集体出发赛；技术上又分为传统式和自由式。在短距离比赛中，运动员先参加一轮预赛，然后根据成绩，前30名进入四分之一决赛，之后最好的12名进入半决赛，最好的6名进入决赛。短距离比赛最长1.8公里，分为传统式或自由式。
普通的世界杯比赛中，第一名获得100分，第二名80分，第三名60分，一直到第30名获得1分。在分站赛(stage)中，例如Tour de Ski、世界杯最终赛和小型系列赛中，第一名获得50分，第二名46分，第三名43分，一直到第30名获得1分。在所有分站赛(stage)中的总分第一名获得400分，Tour de Ski、世界杯最终赛或者小型系列赛中的总分第一名获得200分。在赛季结束的时候，获得分数最多的运动员将会得到世界杯总冠军，9千克重的水晶球。另外还有其它奖项，长距离和短距离的总冠军将获得3.5千克重的水晶球。
比赛主要是在欧洲进行，通常都在北欧和中欧。少数比赛在北美和亚洲进行。世界杯比赛已经在世界各地的23个不同国家进行过：奥地利、波黑、保加利亚、加拿大、中国、捷克斯洛伐克、捷克、爱沙尼亚、芬兰、法国、德国、意大利、日本、挪威、波兰、俄罗斯、斯洛伐克、斯洛文尼亚、苏联、韩国、瑞典、瑞士和美国。(注：在波黑进行是世界杯比赛的时候，波黑仍是南斯拉夫的一部分。)

## 外部連結
- Cross-Country at FIS-Ski.com